# Rútuls
|  | Aquest article tracta sobre l'antic poble del Laci. Vegeu-ne altres significats a «Rutuls». |

Els rútuls (rutuli Ῥούτουλοι) van ser un antic poble d'Itàlia que vivia al Latium, i tenien la capital a la petita ciutat d'Ardea. Són coneguts per aparèixer als escrits de Virgili que parla del seu rei Turnus, el qual s'oposà, amb els rútuls, al desembarcament d'Enees i a l'establiment dels troians, amb els que es van enfrontar per les armes. Però en realitat segurament van ser un poble poc important probablement sotmès pels llatins. En temps històrics Ardea va ser una de les ciutats de la Lliga Llatina i els rútuls es van barrejar amb els llatins i van desaparèixer. Titus Livi diu que encara existien en temps del rei Tarquini el Superb, que va atacar Ardea, i se sap que va caure en mans de Roma en el període monàrquic.